# Supercoppa serba 2018 (pallavolo femminile)
La Supercoppa serba 2018 si è svolta il 25 ottobre 2018: al torneo hanno partecipato due squadre di club serbe e la vittoria finale è andata per la quarta volta, la seconda consecutiva, al Vizura.

## Regolamento
Le squadre hanno disputato una gara unica.

## Squadre partecipanti
| Squadra             | Qualificazione                     | Ultima partecipazione |
| ------------------- | ---------------------------------- | --------------------- |
| Vizura              | Vincitrice Superliga 2017-18       | Supercoppa serba 2017 |
| Železničar Lajkovac | Vincitrice Coppa di Serbia 2017-18 | Debutto               |

## Torneo
| 25 ottobre 2018 Sportski centar Ruma, Ruma Durata: 2h:03 - Spettatori: 500 | Vizura | 3 - 2 | Železničar Lajkovac | 19-25, 22-25, 25-22, 25-17, 15-12 |